# Amparo Rubiales
Amparo Rubiales Torrejón (Madrid, 20 de octubre de 1945) es una política española perteneciente al PSOE y exconsejera de la Junta de Andalucía. Doctorada en Derecho, es abogada y profesora titular de Derecho Administrativo en la Universidad de Sevilla.

## Trayectoria profesional y feminismo
En su trayectoria profesional, perteneció al Partido Comunista hasta 1982, siendo concejala en el ayuntamiento de Sevilla y vicepresidenta de la Diputación Provincial de Sevilla (1979-1981). Ya en el PSOE fue miembro del Parlamento de Andalucía (1982-1986). En 1971 se casó con Manuel Ramón Alarcón y tuvo dos hijos, Ramón y Clara. El matrimonio se deshizo en 1981.
Durante su juventud, Rubiales llevó a cabo una labor de activismo político contra la dictadura franquista, tras la cual emprendió una carrera política de tres décadas que acabó en 2004. Respecto a su filiación política, se afilió en 1975 al PCE, pero en 1982 se dio de baja e ingresó en el PSOE. Ha sido concejala y vicepresidenta de la Diputación, senadora, diputada y la primera mujer que formó parte del Gobierno andaluz. También fue delegada del Gobierno, la primera mujer que ha ocupado este cargo, y vicepresidenta segunda del Congreso. A fecha de abril de 2017 es miembro del Consejo de Estado y activista feminista del PSOE, dedicada a promover la igualdad entre hombres y mujeres.
En 2015, el Consejo de Gobierno, a propuesta del consejero de Economía y Conocimiento, aprobó el nombramiento de los presidentes de los consejos sociales de las Universidades en el que Amparo Rubiales Torrejón fue elegida para presidir el órgano de la Universidad Pablo de Olavide como principal responsable del Consejo Social. Al año siguiente, y bajo el cargo de presidenta del Consejo Social, la Asociación de Mujeres Investigadoras y Tecnólogas le premió por haber contribuido positivamente a la posición y visibilidad de las mujeres en la ciencia y en la tecnología.
En junio de 2023, Amparo Rubiales llamó "nazi judío" al popular Elías Bendodo y dimitió de su cargo como presidenta del PSOE de Sevilla. En septiembre de 2023, se archivó la querella presentada contra ella por Elías Bendodo.

## Política
Amparo Rubiales fue la primera mujer en formar parte de un gobierno andaluz, ocupando el cargo de consejera de Presidencia en el primer Gobierno andaluz (1982-1984). Asimismo, fue elegida en el Senado de España el 22 de junio de 1986, perteneciendo al Grupo Parlamentario Socialista (GPS). Los órganos de los que ha sido integrante son la Diputación Permanente, como suplente (del 15 de junio de 1986 al 20 de noviembre de 1989) y en comisiones como vocal en cuatro ocasiones: en la comisión de Autonomías y Organización y Administración Territorial (del 16 de septiembre de 1986 al 2 de septiembre de 1989), en la comisión de Justicia (del 17 de septiembre de 1986 al 2 de septiembre de 1989), en la comisión de Presidencia del Gobierno e Interior (del 17 de septiembre de 1986 al 30 de septiembre de 1987) y en la comisión de seguimiento del Fondo de Compensación Interterritorial (del 17 de septiembre de 1986 al 2 de septiembre de 1989). En 1991 volvió al Ayuntamiento de Sevilla como concejala y portavoz del Grupo Municipal Socialista; fue también diputada nacional en 1993; gobernadora civil de Sevilla y delegada del Gobierno en Andalucía entre 1993 y 1996. Diputada nacional por Sevilla entre 1996 y 2000, asumiendo la Secretaría General Adjunta del Grupo Parlamentario Socialista.
Entre 2000 y 2004, asumió la vicepresidencia segunda del Congreso de los Diputados. Ha sido consejera del Consejo Consultivo de Andalucía (2005-2008) y consejera electiva de Estado (2008-2012). Ha sido miembro de la Unión Interparlamentaria Mundial y presidenta de los Grupos Parlamentarios Amistad con Italia, Grecia y Argentina. En julio de 2012 es nombrada presidenta del PSOE-A, cargo del que dimitió el 8 de junio de 2023 tras llamar «judío nazi» al coordinador general del Partido Popular Elías Bendodo.

## Obras
| Título                           | Editorial                                           | Fecha de publicación    | N.º de páginas |
| -------------------------------- | --------------------------------------------------- | ----------------------- | -------------- |
| Una mujer de mujeres             | Aguilar                                             | 1 de septiembre de 2008 | 200            |
| La región: historia y actualidad | Universidad de Sevilla. Secretario de Publicaciones | 1 de febrero de 1973    | 430            |
| Mujeres, derecho y sociedad      | Fundación El Monte (Sevilla)                        | 10 de enero de 1996     | 344            |

## Conferencias
- La mujer frente al derecho el 8 de febrero de 1968 en Sevilla.[9]

- La conquista de los derechos de las mujeres el 6 de marzo de 2014 en el Centro de la Información a la Mujer en San Roque.[10]

- Del derecho al voto a la democracia paritaria como presidenta del Foro Clara Campoamor en la Casa de la Provincia, Sevilla, el 4 de abril de 2006.[11]

- Saber pactar: las coaliciones posibles en la Facultad de Derecho de la Universidad de Sevilla el 4 de febrero de 2016.[12]